# 열개지

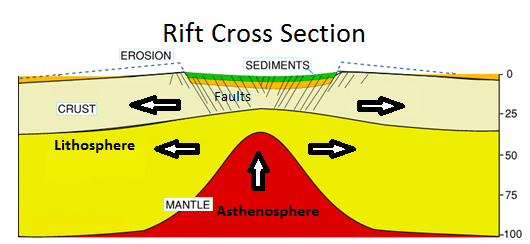

열개지(熱開地, rift)는 지각이 잡아늘여져 내려간 지대이다. 대표적인 열개지의 종류로 열곡이 있다.

## 같이 보기
- 열곡대